# Préchacq-Josbaig
Préchacq-Josbaig é uma comuna francesa na região administrativa da Nova Aquitânia, no departamento dos Pirenéus Atlânticos. Estende-se por uma área de 8,38 km². Em 2010 a comuna tinha 303 habitantes (densidade: 36,2 hab./km²).